# امیریه (تهران)

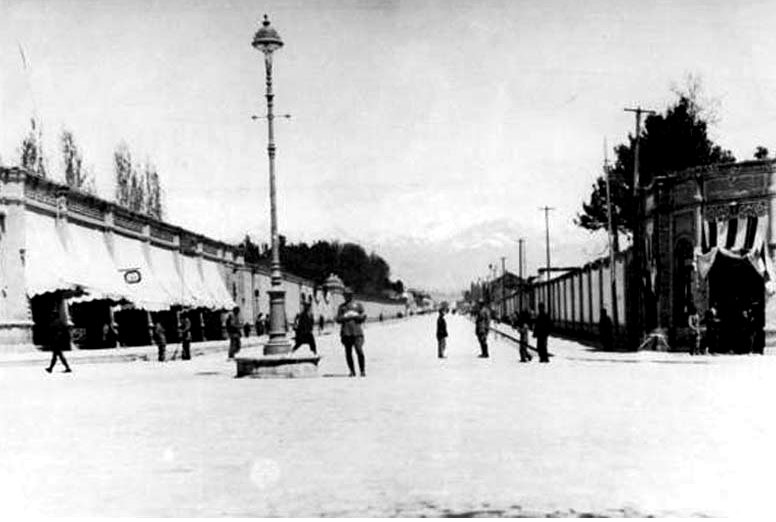
میدان امیریه در دوره قاجار

امیریه محله‌ای در مرکز شهر تهران است. امیریه از غرب به خیابان کارگر جنوبی (سی‌متری سابق) و از شرق به خیابان وحدت اسلامی (شاهپور سابق)، از شمال به میدان منیریه و از جنوب به خیابان مختاری منتهی می‌شود. دلیل نام‌گذاری این محله، وجود باغ و عمارت کامران میرزا نایب‌السلطنه ملقب به «امیر کبیر» است که در محدودهٔ کنونی دانشگاه افسری امام علی قرار داشته است. همچنین بخشی از خیابان ولی‌عصر کنونی که میان میدان منیریه و تقاطع خیابان‌های امام خمینی و ولی‌عصر است در گذشته «خیابان امیریه» نامیده می‌شده است.

## بناهای مهم محله امیریه
از بناهای مهم در منطقه امیریه می‌توان به انجمن آثار مفاخر ملی ، چهار سوق چوبی ، باغ امیریه،  مرکز ناشنوایان سماء (این بنا تخریب شده است)،خانه انیس‌الدوله و عبادت‌گاه شاه ورهرام ایزد زرتشتیان اشاره کرد
اولین پمپ بنزین تهران نیز در چهار راه امیریه تقاطع ولیعصر و مولوی تاسیس شد.  این جایگاه پس از ساخت متروی تهران، ایستگاه مهدیه تهران تخریب شده است.
همچنین ساختمان مهدیه تهران، در سال ۱۳۴۷ توسط مرحوم حجت الاسلام والمسلمين شهيد حاج شيخ احمد کافی در این محل ساخته شد.

## مدارس و مراکز آموزشی
- مرکز جامع توانبخشی نوید عصر
- هنرستان دخترانه عروه الوثقی
- مدرسه پسرانه علامه طباطبایی
- حوزه علمیه آیت الله ایروانی